# Semorile
Semorile è una frazione di 62 abitanti del comune di Zoagli, nella città metropolitana di Genova.

## Geografia fisica
L'abitato, situato 2 km a monte del capoluogo comunale, è formato da due parti: Semorile Alto e Semorile Basso dove ha sede la chiesa storica, intitolata a San Giovanni Battista. Semorile si affaccia, ad una altitudine di 215 m, sul bacino dell'omonimo torrente, dove risiede la pedonale per Zoagli denominata Via dei Mulini, poiché nell'antichità esistevano diverse strutture per la macinazione.
La sua posizione rende il paesino un esempio tipico del paesaggio della costa ligure, con il connubio tra mare e collina. L'abitato è realizzato su una serie di terrazzamenti, dove spicca la coltivazione dell'olivo, mentre al di fuori del perimetro urbano vive un tipico bosco mediterraneo, con castani, lecci e pini.

## Monumenti e luoghi d'interesse

### Architetture religiose
- La chiesa di San Giovanni Battista è un edificio di culto cattolico a navata unica, consacrata e resa parrocchia autonoma nel 1619. Sulla facciata spicca l'affresco del santo a cui l'edificio è dedicato;  ai suoi lati si ergono colonne di ordine corinzio caratteristiche dello stile barocco preponderante in tutta la chiesa.

## Economia

### Turismo
Nell'abitato di Semorile e nelle zone limitrofe, sono presenti diverse strutture ricettive, come agriturismi e Bed & Breakfast, sorte negli ultimi anni grazie ad una valorizzazione del territorio e ad uno sviluppo sempre maggiore del turismo rurale.